# Nanotyrannus
Nanotyrannus ('tirà diminut') és un gènere de dinosaure teròpode carnívor que visqué al nord-oest dels Estats Units a finals del període Cretaci (fa uns 70 milions d'anys).
Només s'han trobat restes d'un crani i una mandíbula. Aquest crani fou preparat i descrit pel Dr.Robert T. Bakker.